# Trigonopteryx
Trigonopteryx is een geslacht van rechtvleugeligen uit de familie Trigonopterygidae. De wetenschappelijke naam van dit geslacht is voor het eerst geldig gepubliceerd in 1841 door Charpentier.

## Soorten
Het geslacht Trigonopteryx omvat de volgende soorten:
- Trigonopteryx celebesia Willemse, 1931
- Trigonopteryx willemsei Ramme, 1941
- Trigonopteryx hopei Westwood, 1841
- Trigonopteryx punctata Charpentier, 1841
- Trigonopteryx sumatrana Willemse, 1930